# Боснійська Країна

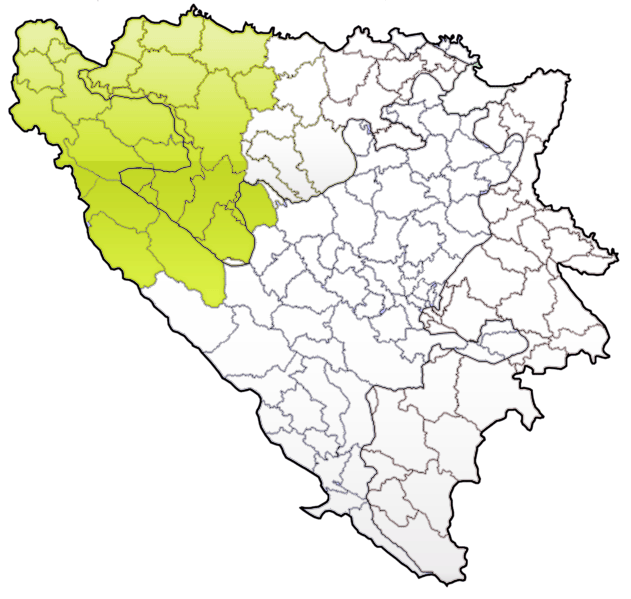
Боснійська Кра́їна на мапі Боснії і Герцеговини

Босні́йська Кра́їна (босн. і хорв. Bosanska Krajina, серб. Босанска Крајина) — це історична і географічна область на північному заході Боснії і Герцеговини, обмежована трьома річками: Савою, Уною і Врбасом. Також історичний, економічний і культурний суб'єкт Боснії і Герцеговини.
Територію країни наразі розділено між двома утвореннями Боснії і Герцеговини: Республіка Сербська і Федерація Боснія та Герцеговина.
Крайній північний захід Боснійської Країни також відомий як Бихацька Країна на честь міста Бихач.

## Міста
- Баня-Лука
- Бихач
- Прієдор
- Боснійська Дубиця
- Велика Кладуша
- Санський Мост

## Населення
Населення Боснійської Країни (1991 р.):
- серби: 43 %
- босняки: 40 %
- хорвати: 10 %
- інші (угорці, цигани, українці, волохи): 7 %

## Історія
За результатами Великої Турецької війни 1683—1690 рр. Османська імперія поступилася Угорщиною і Славонією на користь Габсбурзької імперії, згідно з Карловицьким миром. Північна і Західна частини Боснії стали кордоном між Габсбурзькою й Османською імперією під назвою Боснійська Країна. Задля зміни розстановки сил османи на кордоні із Габсбурзькою Військовою границею утворюють Боснійську границю (тур. Serhat), яка мала поділ на капітанства, кожне з яких мало свої власні укріплення і військові полки. Сербські пастухи, мешкаючи в цьому регіоні, допомагали захистити його від ворожих вторгнень та підтримували порядок, а також служили медиками і робочою силою на границі з Габсбурзькою імперією. З тих пір серби становлять більшість населення Боснійської Границі. Сточище річок — Сава, Уна і Врбас — носило назву Турецька Хорватія в європейській літературі 18-го і 19-го століття. Назву Країна було дано турками, і було ухвалено австрійськими, італійськими, німецькими і голландськими картографами. У 1860 р. за наполяганням православної частини населення назву Турецька Хорватія було скасовано на користь нового імені — Боснійська Країна (Боснійська Границя). Ця назва значиться на картах уперше в 1869 році. Боснійські капітани зберегли свої титули і спадкові землі та стали дуже впливовими серед боснійців.
Край опинився в центрі сербського повстання 1875—1878 рр. За три роки повстання загинуло 150 000 осіб або 13,64 % від 1 100 000 загальної чисельності населення Боснії та Герцеговини.
У новітній історії Боснійська Країна відома дуже сильним опором фашистському режиму під час Другої Світової Війни. Антифашистський партизанський рух у регіоні Боснійська Країна був більш етнічно змішаним, ніж у будь-якій іншій частині колишньої Югославії під час Другої світової війни.